# Política de Goiás
A política de Goiás diz respeito à divisão e à determinação dos poderes que compõem sua estrutura de governo. O estado é governado, assim como em uma república, por três poderes: o executivo, representado pelo governador, o legislativo, representado pela Assembleia Legislativa de Goiás, e o judiciário, representado pelo Tribunal de Justiça do Estado de Goiás e outros tribunais e juízes. A atual constituição do estado foi promulgada em 1989, um ano após a Constituição Federal do Brasil.
Goiás está dividido em 246 municípios. O mais populoso é a capital do estado, Goiânia, com aproximadamente 1,5 milhão de habitantes. A região metropolitana de Goiânia é a maior do Centro-Oeste brasileiro, com cerca de 2,7 milhões de habitantes.

## Símbolos estaduais
Os símbolos que representam o estado de Goiás são três: a bandeira, o brasão e o hino.

### Bandeira

Bandeira de Goiás.

A bandeira de Goiás é um dos símbolos oficiais do estado, ao lado do brasão e do hino e foi oficializada pela lei nº 650, de 30 de julho de 1919. Criada por Joaquim Bonifácio de Siqueira, é composta por oito listras horizontais, alternadas nas cores verde e amarelo; no canto superior esquerdo, aparece um retângulo azul com cinco estrelas brancas. As estrelas fazem referência à Ilha de Vera Cruz e à Terra de Santa Cruz.

### Brasão

Brasão de Goiás.

O brasão de armas de Goiás apresenta o formato de um coração, fazendo referência à caracterização do estado como "o coração do Brasil". Na parte superior, a paisagem ilustra o atual território do Distrito Federal, com destaque ao rebanho, à agropecuária, atividade econômica de maior destaque de Goiás por décadas, seguidos por ramos de café e fumo.
Na posição central, o formato do coração é entrecortado: à esquerda, aparece o cometa de Biela, cujo formato alude ao rio Araguaia; à direita, o campo amarelo com o losango vermelho procuram representar as riquezas minerais do estado, com destaque aos bandeirantes.
Os anéis de cor amarela e verde que circundam a figura do coração no brasão em sentido vertical e horizontal aludem à bacia hidrográfica Araguaia-Tocantins e os doze principais rios que a compõem, cruzando o estado de norte a sul. Já na parte inferior, o prato de cor preta onde se encontra as labaredas referem-se à descoberta de Goiás, quando o bandeirante Bartolomeu Bueno da Silva ateou fogo nas terras centrais do Brasil.
O brasão foi projetado por Luiz Gaudie Fleury e oficializado por João Alves de Castro segundo a lei nº 650 de 30 de julho de 1919, no mesmo momento em que foi institucionalizada a bandeira.

### Hino
O hino de Goiás foi oficializado, assim como a bandeira e o brasão, em 1919 pela mesma lei, originalmente com letra de Antônio Eusébio de Abreu e música de Custódio Fernandes Góes. Em 2001, porém, foi revogado por uma nova versão, de autoria de José Mendonça Teles e melodia de Joaquim Jayme.